# گمینا کیرنوژا
گمینا کیرنوژا (به لهستانی:  Gmina Kiernozia) یک گمینا در لهستان است که در شهرستان وویچ واقع شده‌است. گمینا کیرنوژا ۷۶٫۰۳ کیلومتر مربع مساحت و ۳٬۶۳۸ نفر جمعیت دارد.